# Aleksandr I của Nga
Aleksandr I (tiếng Nga: Александр Павлович, Aleksandr Pavlovich; 23 tháng 12 [lịch cũ 12 tháng 12] năm 1777 – 1 tháng 12 [lịch cũ 19 tháng 11] năm 1825) là Sa Hoàng của đế quốc Nga từ 23 tháng 3 năm 1801 đến 1 tháng 12 năm 1825. Ông là người Nga đầu tiên trở thành Vua của Ba Lan, trị vì từ 1815 đến 1825, và cũng là vị Đại vương công Phần Lan người Nga đầu tiên.
Ông chào đời ở Sankt-Peterburg, là con trai của Đại vương công Pavel Petrovich, sau đó là hoàng đế Pavel, và kế vị ngai vàng sau khi phụ thân bị ám hại. Ông cai trị Nga quốc trong một thời gian hỗn loạn bởi Các cuộc chiến tranh của Napoleon. Là hoàng thân và hoàng đế, Aleksandr thường có những phát ngôn hướng về tự do, nhưng trên thực tế lại tiếp tục thi hành chính sách chuyên chế. Trong những năm đầu trị vì, ông đề xướng những cải cách xã hội nhỏ (1803 - 1804) và những cải cách lớn trong tự do giáo dục. Ông hứa sẽ cải cách hiến pháp và cải cách chế độ nông nô ở Nga nhưng không có những kế hoạch cụ thể và không có chuyện gì được thực hiện. Trong giai đoạn thứ hai trị vì, ông ngày càng độc đoán, phản động và sợ hãi trước những mưu toan chống lại ông; ông chấm dứt nhiều cải cách ban đầu. Ông thanh trừng những trường học có giáo viên ngoại quốc, và giáo dục trở nên mang khuynh hướng tôn giáo cũng như bảo thủ chính trị nhiều hơn.
Trong quan hệ đối ngoại, ông bốn lần thay đổi chính sách của Nga quốc từ thái độ trung gian hòa giải cho phe chống đối Napoleon rồi làm đồng minh với Napoleon, quanh đi quẩn lại tới 1812 rồi lại trở thành kẻ thù của Napoleon. Năm 1805 ông tham gia cùng với người Anh vào Chiến tranh Liên minh thứ ba chống lại Napoleon, nhưng sau thất bại nặng nề ở trận Austerlitz ông đổi phe và lập một liên minh với Napoleon bằng Hiệp ước Tilsit (1807) và gia nhập Hệ thống phong tỏa đại lục của Napoleon. Ông tham chiến trong một cuộc chiến tranh hải quân quy mô nhỏ chống lại Anh trong những năm 1807 - 1812. Ông và Napoleon không bao giờ bằng lòng với nhau, đặc biệt là về chuyện Ba Lan, và liên minh tan vỡ năm 1810. Chiến thắng vĩ đại nhất của Sa hoàng đến vào năm 1812 trong Cuộc xâm lược Nga quốc của Napoleon đây là một thảm bại toàn diện của người Pháp. Một phần trong chiến thắng trong cuộc chiến chống Napoleon ông thu được một số chiến lợi phẩm ở Phần Lan và Ba Lan. Ông lập ra Liên minh Thần thánh để đàn áp những phong trào Cách mạng ở châu Âu vì ông coi chuyện đe dọa những vị quân vương là vô đạo đức. Ông giúp đỡ Klemens von Metternich của Áo đàn áp các phong trào dân tộc và phong trào tự do.
Thời đại của ông cũng chứng kiến sự chinh phục và sáp nhập những lãnh thổ bây giờ là Georgia, Dagestan, và phần lớn Azerbaijan từ Ba Tư vào Nga, bằng Chiến tranh Nga-Ba Tư (1804–1813) và kết quả là Hiệp ước Gulistan.
Aleksandr chết mà không có con hợp pháp sống sót và sau một thời gian hỗn loạn bao gồm thất bại của Khởi nghĩa tháng Chạp của các sĩ quan tự do trong quân đội, em trai ông là, Nikolai I lên kế tự.

## Cuộc sống đầu đời

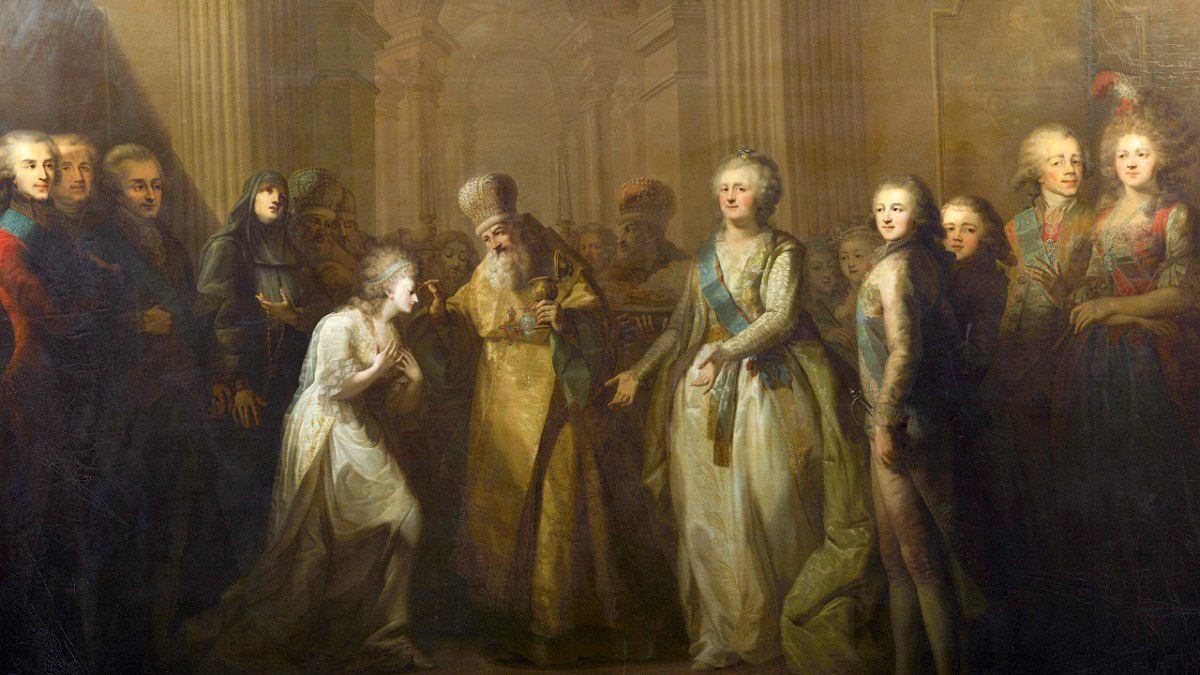
Lễ xác nhận của vợ Alexander là Elizabeth Alexeievna

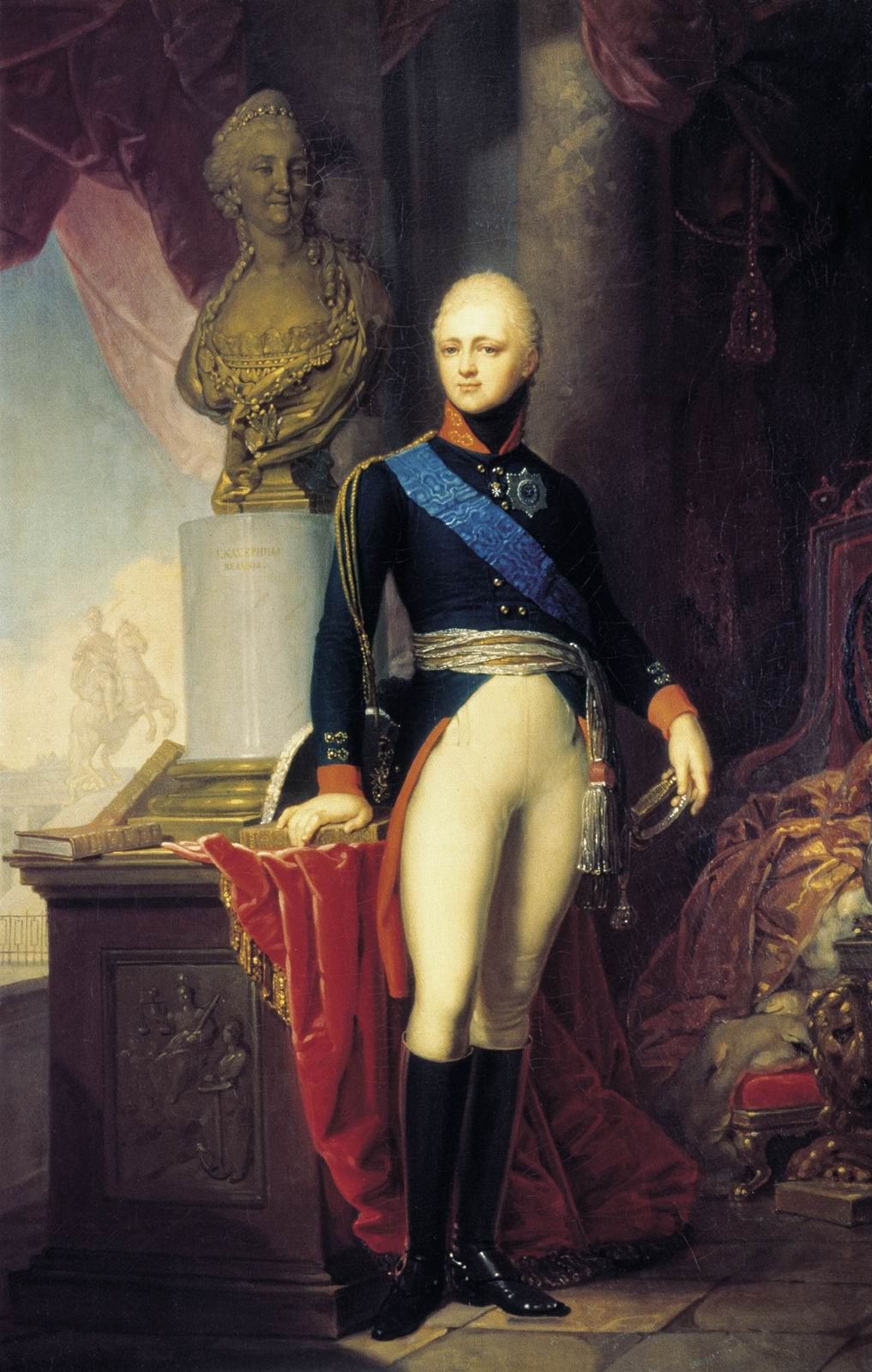
Chân dung Đại công tước Alexander Pavlovich, 1800, của Vladimir Borovikovsky

Alexander sinh lúc 10:45p, ngày 23 tháng 12 năm 1777 tại Saint Petersburg, và ông cùng em trai là Đại công tước Constantine được bà ngoại là Nữ hoàng Catherine nuôi dưỡng. Ông được rửa tội vào ngày 31 tháng 12 tại Nhà thờ lớn của Cung điện Mùa đông bởi vị linh mục  Ioann Ioannovich Panfilov (người xưng tội của Nữ hoàng Catherine II). Mẹ đỡ đầu của ông là Catherine Đại đế, và cha đỡ đầu của ông là Joseph II, Hoàng đế La Mã Thần thánh, và Friedrich Đại đế. Ông được đặt tên theo Alexander Nevsky, vị thánh bảo trợ của Saint Petersburg. Trong quá trình nuôi dạy của mình, anh đã tiếp thu các nguyên tắc của phúc âm nhân loại của Rousseau từ bầu không khí tư tưởng tự do của triều đình Catherine và gia sư người Thụy Sĩ của ông, Frédéric-César de La Harpe, trong khi ông lại tiếp thu các truyền thống của chế độ chuyên quyền Nga từ thống đốc quân sự của mình, Nikolay Saltykov. Andrey Afanasyevich Samborsky, người mà bà của ông chọn làm giáo viên thần học, là một linh mục Chính thống giáo không có râu, không theo khuôn mẫu điển hình. Samborsky đã từng sống trong một thời gian dài ở Vương quốc Anh, lãnh nhiệm vụ dạy Alexander và em trai Constantine tiếng Anh, một trang bị rất không phổ biến đối với những nhà độc tài tiềm năng của Nga thời bấy giờ.
Vào ngày 9 tháng 10 năm 1793, khi Alexander 15 tuổi, ông kết hôn với Đại công nữ Louise xứ Baden 14 tuổi, người lấy tên là Elizabeth Alexeievna. Bà của ông là người chủ trì lễ cưới của ông. Cho đến khi bà của ông qua đời, ông liên tục đi giữa ranh giới về lòng trung thành giữa bà người bà Catherine và cha mình là Nga hoàng Pavel. Chính Nikolai Saltykov đã giúp ông điều hướng bối cảnh chính trị, tạo ra sự không thích đối với bà của ông và nỗi sợ hãi khi đối diện với cha ông.
Catherine đã cho xây dựng Cung điện Alexander cho 2 vợ chồng Alexander. Điều này không giúp ích gì cho mối quan hệ của ông với bà, vì Catherine sẽ cố gắng hết sức để làm họ vui bằng khiêu vũ và tiệc tùng, điều này khiến vợ ông khó chịu. Sống trong cung điện cũng gây áp lực cho ông phải thể hiện như một người chồng, mặc dù ông chỉ cảm thấy tình yêu của một người anh trai dành cho vợ. Ông bắt đầu thông cảm hơn với cha mình, vì ông coi việc đến thăm thái ấp của cha mình tại Cung điện Gatchina là một sự giải thoát khỏi triều đình phô trương của Nữ hoàng Catherine. Ở đó, họ mặc quân phục Phổ đơn giản, thay vì trang phục lòe loẹt phổ biến tại triều đình Pháp mà họ phải mặc khi đến thăm Catherine. Mặc dù vậy, việc đến thăm cha mình không phải là không có một chút gian khổ. Pavel thích để khách của mình thực hiện các cuộc tập trận quân sự, điều mà ông cũng thúc đẩy các con trai của mình là Alexander và Constantine. Ông cũng dễ nổi nóng, và ông thường nổi cơn thịnh nộ khi các sự kiện không diễn ra theo ý mình. Một số nguồn tin cho rằng Nữ hoàng Catherine đã có kế hoạch loại bỏ hoàn toàn quyền kế vị của con trai bà là Pavel (vì tính khí bất ổn và tính cách kỳ lạ của ông) và đưa cháu nội là Alexander lên làm người kế vị thay thế.

## Việc kế tự ngai vàng
Cái chết của Ekaterina II của Nga (tức Catherine đại đế) tháng 11 năm 1796 diễn ra trước khi bà ta có thể đưa Aleksandr trở thành tự quân, đã khiến cho Pavel, cha của ông, có thể đặt chân lên ngai vua. Những chính sách mất lòng dân của Pavel khiến ông bị ám sát. Con trai ông, Aleksandr 23 tuổi, thực sự đã ở trong cung điện vào thời điểm diễn ra vụ ám sát, mà tướng Nikolai Zubov, một trong những kẻ chủ mưu, đã ủng hộ quyền thừa kế của ông. Các sử gia vẫn còn tranh luận về vai trò của Aleksandr đối với cái chết của phụ thân ông. Những ý kiến thường thấy nhất là ông bí mật tham gia vào âm mưu và sẵn sàng lên ngôi vua nhưng ông đã nhấn mạnh rằng cha ông không thể bị giết. Aleksandr trở thành Sa hoàng thông qua một hành động tội lỗi và cái giá là cái chết của phụ thân mang đến cho ông một sự hối hận và xấu hổ sâu sắc.
Aleksandr I bước lên ngai vàng ngày 24 tháng 3 năm 1801, và được gia miện tại Điện Kremli ngày 15 tháng 9 năm đó.

## Chính sách đối nội
Sau khi lên ngôi, Aleksandr I tập hợp những người trẻ để tham gia vào Ủy ban Tư pháp do ông thành lập: Victor Kochubey, Nikolay Novosiltsev, Pavel Stroganov và Adam Jerzy Czartoryski. Được sự cố vấn của Mikhail Speransky, Sa hoàng Nga dựa trên cách tổ chức chính quyền từ thời Pyotr I của Nga (mô hình các ủy ban) đã cải tổ chính quyền theo mô hình quân chủ lập hiến của Anh:
- Thành lập các Bộ trực thuộc chính phủ Nga (8/9/1802): Bộ Quốc phòng, Bộ Ngoại giao, Bộ Tư pháp, Bộ Nội vụ, Bộ Tài chính, Bộ Phát triển kinh tế và Thương mại, Bộ Giáo dục Đế quốc Nga.
- Hội đồng Bộ trưởng dưới sự chủ trì của Quốc hội đã giải quyết tất cả các vấn đề liên ngành. Hội đồng Nhà nước được thành lập nhằm nâng cao kỹ thuật pháp luật.
- Nghị viện Thượng viện đã được tổ chức lại như Tòa án tối cao của đế quốc.

Về xã hội, Sa hoàng cùng các cận thần thảo luận về việc giải phóng nông nô. Sau khi lên ngôi không lâu, Sa hoàng tuyên bố sẽ khuyến khích các địa chủ, quý tộc giải phóng nông nô không hạn chế; mở rộng quyền sở hữu đất đai cho nông dân để họ trở thành "nông dân tự do". Nô lệ không được giải phóng.
Về giáo dục, Sa hoàng cho mở các trường đại học để đào tạo trí thức. Ngoài các trường đại học được mở từ trước tại Moscow, Vilna (Vilnius) và Dorpat (Tartu), Sả hoàng mở thêm ba cái khác ở St. Petersburg, Kharkov và Kazan. Các cơ quan nghiên cứu khoa học xã hội, khoa học tự nhiên và các nhà khoa học, nhà văn được Sa hoàng khuyến khích và bảo trợ hoạt động nghệ thuật. Ít lâu sau, Sa hoàng trục xuất các học giả nước ngoài.
Về lĩnh vực quân sự, Sa hoàng chú ý cải cách quân đội. Một trong những việc làm nổi bật nhất của ông đó là việc Sa hoàng thiết lập các "khu định cư quân sự", hay còn gọi là đồn điền quân sự. Các đồn điền quân sự đầu tiên của Nga được thành lập năm 1810. Sau khi các đồn điền như vậy được lập ngày càng nhiều trên đất Nga để đối phó với các cuộc xâm lăng bên ngoài hay cuộc nổi loạn ở bên trong nhằm chống chính quyền, Sa hoàng cho phép các binh lính đem thân nhân, gia đình đến ở tại đồn điền, đồng thời cho phép các đồn điền này tự hỗ trợ về mặt kinh tế và cung cấp cho những tân binh.

## Chiến tranh Napoléon

### Những quan điểm của người đương thời về Sa hoàng Aleksandr I
Với những người Jacobin thì Sa hoàng là người của thế giới và rất thần bí.  Sa hoàng Aleksandr I đã xuất hiện cùng với những người đương thời của ông như một ẩn số để mọi người giải mã. Napoléon Bonaparte gọi ông là "người Byzantine tinh túy" và ví ông ta như diễn viên Talma (Pháp) ở miền Bắc. Bộ trưởng Ngoại giao Áo Klemens von Metternich nói rằng Sa hoàng là người điên và hài hước. Ngoại trưởng Anh, Tử tước Castlereagh (1812 - 1822) viết thư cho Thủ tướng Anh là Bá tước Liverpool, nói rằng Sa hoàng "có nhiều phẩm chất nổi bật", nhưng ông ta "rất đáng ngờ và nhu nhược". Tương tự, Tổng thống Mỹ là Thomas Jefferson cho rằng Sa hoàng là người "có phẩm chất tốt, làm việc không mệt mỏi, mong muốn truyền bá văn hóa Nga ra bên ngoài thông qua việc tôn trọng quyền tự nhiên của con người".

### Các liên minh với các cường quốc khác
Ngay sau khi lên ngôi, Aleksandr I đảo ngược hoàn toàn chính sách đối ngoại của cha mình, Sa hoàng Pavel I của Nga. Ông phản đối và chê trách thậm tệ những hoạt động của Liên minh thứ hai của các cường quốc (đang chống Pháp), thiết lập ngoại giao hòa bình với Thủ tướng Anh lúc đó là Henry Addington (tháng 4/1801). Cùng lúc đó, ông mở lại cuộc thương thuyết với Hoàng đế La Mã thần thánh là Franz II. Ít lâu sau, tại Memel, Sa hoàng thiết lập liên minh chắc chẽ với Phổ vì muốn giữ vững quan hệ lâu năm với vương quốc này thông qua người vợ của ông, Hoàng hậu Louise xứ Baden; hơn nữa còn gắn bó lâu năm về tình bạn với vua Phổ Friedrich Wilhelm III
Liên minh giữa Nga với Phổ bị gián đoạn bởi sự nổi lên của Pháp. Với sự nhiệt tình của La Harpe (1754 - 1838), một người nguyên là nhà chính trị Pháp đã bỏ trốn sang Nga để tránh khủng bố ở Pháp, Sa hoàng Nga bắt đầu công khai tuyên bố sự ngưỡng mộ của ông đối với các cơ quan của Pháp và chính quyền Napoléon Bonaparte. Nhưng ít lâu sau, Aleksandr I đã thay đổi thái độ với Pháp. La Harpe, trong bản báo cáo gửi Sa hoàng đã nêu những bản chất thật sự của chính quyền Pháp khi ấy. Ông nói với Sa hoàng rằng, Napoléon "không phải là một người yêu nước thật sự" nhưng chỉ như là "bạo chúa nổi tiếng nhất thế giới đã sản sinh ra". Sau đó, La Harpe và bạn của ông, Henri Monod, đã vận động Sa hoàng Aleksandr I phải thuyết phục các cường quốc khác của Đồng minh chống lại Napoleon để thừa nhận sự độc lập của Vaudois và Argovian, bất chấp nỗ lực lấy lại các vùng đất này của Bern (nay thuộc Thụy Sĩ). Mãi đến khi công tước Pháp là d'Enghien bị Napoléon xử tử vì âm mưu giúp Anh chống Pháp (tháng 3/1804), Sa hoàng Nga đã hoảng sợ thực sự trước sức mạnh của Hoàng đế Pháp, ra quyết định phải hạn chế quyền lực của ông này

### Phản đối Hoàng đế Pháp
Cái chết bất ngờ của công tước Condé là Enghien làm Sa hoàng bị một cú sốc lớn. Trước tình hình đó, ông lên tiếng phản đối Napoléon, coi ông ta như "kẻ đàn áp của Âu Châu và là người xáo trộn hòa bình thế giới". Sự phản đối ấy khiến Sa hoàng Nga thực sự tin rằng mình đang hoàn thành sứ mệnh thần thánh. Trong những lời chỉ dẫn của ông tới Nicolás Novosiltsov (1761-1838), phái viên của Nga đến London để đàm phán với Thủ tướng Anh William Pitt Trẻ, Sa hoàng Nga đề nghị được liên minh với Anh để chống Pháp, bên cạnh các đồng minh trước đó của Anh là Thụy Điển, Áo, Phổ và Vương quốc Napoli. Trong một chỉ dẫn kế tiếp với Novosiltsov, Sa hoàng cũng dặn ông này phải theo dõi mọi cử chỉ hoạt động của Napoleon. Thực hiện sự hướng dẫn của Sa hoàng Nga, Novosiltsov đi sang các nước đồng minh để truyền đạt đề nghị lập đồng minh của Nga. Nhưng khi rời khỏi Berlin, Novosiltsov biết rằng Bonaparte đã lấy Genoa và Lucca, rồi báo cáo về Sa hoàng. Nói về việc làm này, Sa hoàng Aleksandr I lý giải: "tạo sự gắn kết quốc gia với chính phủ của họ bằng cách không cho các nước này hành động vì lợi ích của riêng họ, điều chỉnh mối quan hệ giữa các quốc gia trên cơ sở tôn trọng và quan tâm đến quyền lợi, lợi ích của các các nước (tham gia liên minh)".
Không những thế, Aleksandr I còn đề xuất với các cường quốc Âu châu về việc ký một Hiệp ước liên minh chống Pháp. Với mục đích thiết lập liên minh trên cơ sở tôn trọng quyền tự quyết của các quốc gia. Sa hoàng Aleksandr I nhận thấy đề xuất của mình chưa được một số cường quốc chấp nhận, bèn lý luận: "các quyền tích cực của các quốc gia, đảm bảo quyền đặc biệt của tính trung lập, đưa ra nghĩa vụ không bao giờ bắt đầu chiến tranh cho đến khi tất cả các nguồn lực mà trung gian của một bên thứ ba có thể cung cấp Đã được cạn kiệt, có bằng cách này đã đưa ra ánh sáng các khiếu nại tương ứng, và cố gắng để loại bỏ chúng? Đó là trên nguyên tắc như những người có thể tiến tới một sự bình đẳng chung, và sinh ra một giải đấu mà các quy định sẽ hình thành, Một luật mới của luật pháp của các quốc gia, mà phần lớn các quốc gia châu Âu xử phát sẽ xét xử, sẽ không trở thành quy tắc bất biến của các nước, trong khi những người cố gắng xâm phạm nó sẽ có nguy cơ mang theo bản thân một lực lượng quân đội mới" .

### Chiến tranh giữa Sa hoàng Nga với Pháp, năm 1807
Biết được ý định của Sa hoàng Aleksandr I, Hoàng đế Pháp hơi bị nản chí bởi quan điểm ngoại giao của Sa hoàng, nhưng không từ bỏ việc liên minh với Nga. Không vào tận thủ đô Viên của nước Áo, Hoàng đế Pháp nhanh chóng tiến hành đàm phán ngay với Sa hoàng Nga sau khi trận đánh Trận Austerlitz vừa kết thúc ít lâu. Trong cuộc hội đàm, hai Hoàng đế Pháp và Nga tự gọi nhau là các "đồng minh địa lý" và giữa họ sẽ "không xung đột lợi ích với nhau". Cùng nhau cai trị thế giới, nhưng Aleksandr I tỏ ra không quan tâm mấy về đề nghị liên minh của Pháp mà cố quyết tâm duy trì chính sách ngoại giao hiện tại. Tức giận vì sự cố chấp của Hoàng đế Nga, Napoleon tiến hành các trận Jena và trận Eylau, khuấy động Ba Lan, Thổ Nhĩ Kỳ và Ba Tư để phá vỡ sự bướng bỉnh của Aleksandr I. Để chống Pháp, người em của Sa hoàng là Đại vương công Konstantin Pavlovich tổ chức một bữa tiệc để khiêu khích quân Pháp. Trong lúc Aleksandr I luống cuống khi tập hợp liên minh chống Pháp mới, Napoléon bất ngờ đánh tan tành quân Nga do Bá tước L. L. Bennigsen chỉ huy trong trận Friedland (6/1807), buộc Sa hoàng Nga ký hiệp ước kết thúc chiến tranh - Hiệp ước Tilsit vào ngày 7/7/1807. Trong hiệp ước này, Pháp yêu cầu Nga kết thúc cuộc chiến tranh giữa Nga - Pháp - Phổ. Pháp cam kết hỗ trợ Nga chống lại đế chế Ottoman, trong khi Nga đồng ý gia nhập hệ thống lục địa chống lại đế chế Anh. Nga sẽ phải tham gia cuộc chiến tranh chống Anh, kích động Phần Lan chống Thụy Điển để buộc vua Thụy Điển là Gustav IV phải cùng Pháp tham gia vào việc phong tỏa lục địa với Anh. Quần đảo Ionia và Cattaro (Kotor) được trao cho Pháp, Napoleon bảo đảm chủ quyền của đất công tước Oldenburg thuộc Nga.

### Vấn đề Phổ

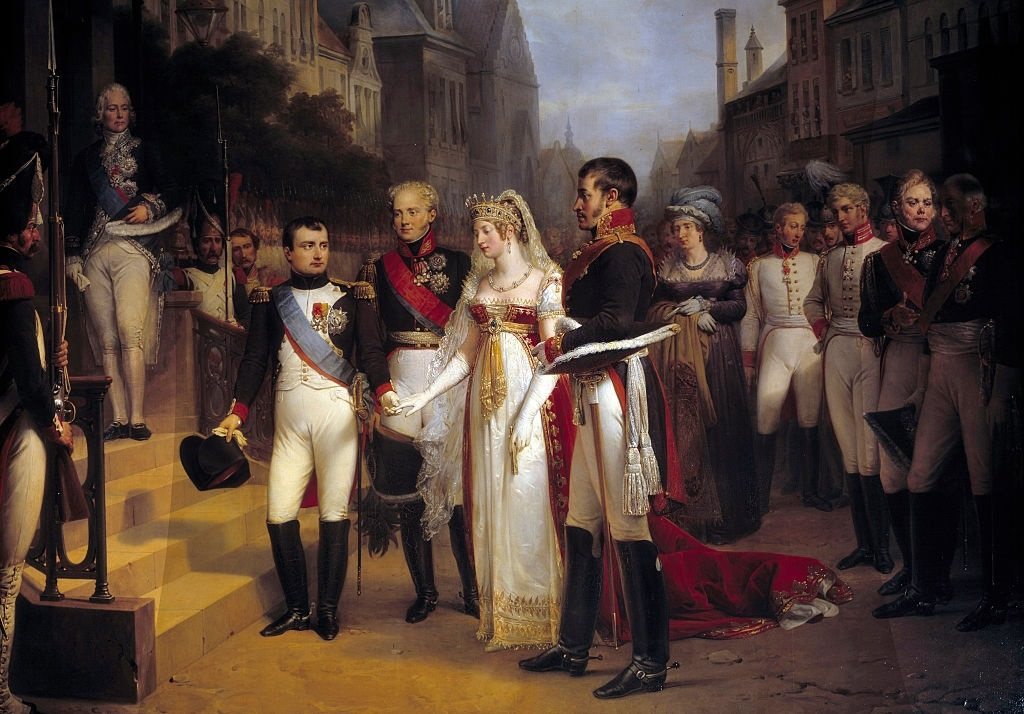
Sa hoàng Aleksandr I cùng Napoleon và vợ chồng quân vương Phổ là Friedrich Wilhelm III và Nữ vương Luise tại Tilsit năm 1807.

Sự xán lạn về tầm nhìn chiến lược, tình bạn lâu năm với vua Phổ Friedrich Wilhelm III đã buộc Sa hoàng từ chối việc giao vùng lưu vực sông Danube (vốn thuộc Phổ) cho Pháp. Sa hoàng Nga nói, "Chúng tôi đã có chiến tranh trung thành", và nói thêm, "chúng ta phải tạo ra một hòa bình trung thành". Nhưng sau thất bại tại hòa ước Tilsit, nhiệt tình giúp Phổ của Nga bị suy yếu. Mặc dù Hoàng đế Nga buộc tội vua Pháp vi phạm đức tin (và ngược lại), nhưng đến khi cuộc họp Erfurt diễn ra vào tháng 10/1808 đã xác định chính sách chung của hai Hoàng đế. Mặc dù vẫn liên minh với nhau, nhưng thái độ của Aleksandr I với Pháp vẫn không thay đổi - ông vẫn giữ quan điểm sẽ chống Pháp đến cùng, không muốn một nước Pháp mạnh mẽ sẽ thống trị thế giới.
Nuôi ý định thủ tiêu nước Phổ ngay từ đầu, nhưng về sau Napoleon đã đổi ý, và đây là sai lầm lớn của ông. Tuy vậy cái sự tồn tại lay lắt này cũng không dễ chịu gì. Napoleon đã bình phẩm về nước Phổ như sau: "Một ông vua nhơ nhuốc, một quốc gia nhơ nhuốc, một quân đội nhơ nhuốc, một cường quốc lừa dối người và không đáng tồn tại". Quốc gia tiền thân của nước Đức bị cắt hết đất đai lấy được của Áo và Ba Lan, chỉ để lại cho 4 tỉnh "quê cha đất tổ". Napoleon còn tìm cách giày xéo lên tinh thần tự hào dân tộc của người Đức bằng cách ghi trong điều 4 hiệp ước Tilsit rằng, mình hoàn lại bốn tỉnh đó cho nước Phổ chỉ vì "nể lời hoàng đế toàn nước Nga" mà thôi. Về phần mình, dù bị mất đồng minh quan trọng là Phổ, Sa hoàng Aleksandr I tìm cách loại "đồng minh địa lý" (tức nước Pháp) ra khỏi thủ đô Sankt-Peterburg bằng cách gây ra Chiến tranh Nga-Thụy Điển (1808–1809), buộc vua Thụy Điển đầu hàng và ông này về sau bị thoái vị năm 1809. Chiến tranh Nga - Thụy Điển giúp Nga đảm bảo được thế lực trong khu vực biển Baltic. Phần Lan trở thành đại công quốc Phần Lan, một vùng tự trị trong đế quốc Nga. Cuộc chiến tranh với Thụy Điển giúp Nga kéo dài biên giới lãnh thổ đến tận vùng nam sông Danube.

### Quan hệ Pháp - Nga
Chiến tranh Nga-Thụy Điển (1808–1809) không những loại được ảnh hưởng của Pháp ở vùng biển Baltic, mà còn giúp Nga củng cố và mở rộng phần lớn lãnh thổ thông qua việc thành lập Công quốc Phần Lan thuộc Pháp. Luôn lo sợ việc Pháp sẽ giúp Phần Lan giành lại độc lập, nước Phổ sẽ bị thủ tiêu và thực lực chiến đấu của quân đội Nga bị suy giảm sau các trận chiến, Sa hoàng Nga Aleksandr I luôn tìm mọi cách hạn chế sức mạnh của Napoleon bằng mọi giá. Ông tuyên bố đế chế Áo sẽ không được phá vỡ, phản đối hành động giúp Ba Lan đòi độc lập khỏi Nga của Napoleon. Trong vấn đề liên minh với Pháp, ông biết nước Nga của mình đang bị cô lập cao độ, và tuyên bố rằng ông không thể hy sinh lợi ích của người dân và đế quốc đối với tình cảm của mình đối với Napoleon. Ông nói với đại sứ Pháp tại Nga, ông Barthélemy de Lesseps (1792 - 1812) rằng, "Tôi không muốn gì cho bản thân mình", vì vậy thế giới không đủ lớn để hiểu về các vấn đề của Ba Lan, nếu nó là vấn đề phục hồi".
Aleksandr I phàn nàn Hiệp ước Vienna, phần thuộc về đất Công tước Warsaw, đã "khướt từ lòng trung thành của Ba Lan với Nga"; nhưng ông tin tưởng lời tuyên bố công khai của Napoléon rằng ông không có ý định khôi phục Ba Lan. Như trực giác mách bảo, Sa hoàng tỏ ra ngầm nghi ngờ ý định của Napoléon. Để chứng tỏ sự chân thành của mình, Napoleon đã ngỏ ý cưới nàng Anna Pavlovna để thắc chặt quan hệ với Nga, nhưng Sa hoàng đã lịch sự từ chối yêu cầu này. Đáp trả lời từ chối của vua Nga, Napoleon tuyên bố từ chối phê chuẩn Công ước Nga - Pháp vào ngày 4 tháng Giêng và tuyên bố sẽ liên minh với Áo thông qua cuộc hôn nhân với Maria Ludovica của Áo. Từ thời điểm này, mối quan hệ giữa hai vị vua ngày càng trở nên trầm trọng hơn.
Năm 1810, Napoléon cho sáp nhập công quốc Oldenburg, do chú của Aleksandr I là Wilhelm (1785 -1823) cai trị, vào đất Pháp và chính sách phong tỏa lục địa của Pháp gây thiệt hại nặng cho thương mại giữa Nga với Anh, khiến Aleksandr I ngày càng xa lánh Pháp. Ông cố gắng giữ nước Nga trung lập trong các cuộc chiến với Pháp, cho phép các thương nhân Nga bí mật tiếp xúc với Anh và không tuân thủ yêu cầu phong tỏa lục địa của Pháp.
Quan hệ Pháp - Nga trở nên tồi tệ hơn sau năm 1810, khi Nga yêu cầu Pháp hỗ trợ trong cuộc chiến tranh chống lại Thổ Nhĩ Kỳ thì Pháp từ chối không giúp đỡ,
Dự cảm nước Nga sắp có chiến tranh với Pháp khi Sa hoàng chống lại chính sách phong tỏa lục địa của Napoléon, Aleksandr I tích cực chuẩn bị các hoạt động ngoại giao với các nước xung quanh nhằm lôi kéo các nước này vào liên minh chống Pháp. Tháng 4 năm 1812 vua Nga và Nhiếp chính Thụy Điển là Karl XIV Johan ký một thỏa thuận để bảo vệ lẫn nhau. Một tháng sau, Aleksandr I ký với Sultan Thổ Nhĩ Kỳ là Mahmud II hiệp ước Bucharest, chính thức chấm dứt chiến tranh chống lại Thổ Nhĩ Kỳ. Các nhà ngoại giao của ông đã giải quyết các lời tuyên bố của vua Nga với Phổ và Áo rằng Napoléon sẽ xâm chiếm nước Nga, kêu gọi Phổ và Áo cứ giúp cho Pháp, hoặc không giúp gì cả.
Cùng với sự thay đổi về ngoại giao, các hoạt động quân sự của Nga đã có sự thay đổi lớn. Trước năm 1807, Aleksandr I tỏ ra nhu nhược khi giao hết quyền quản lý quân đội Nga cho người chị và nhất là viên đại thần Aleksey Arakcheyev, một người không biết gì về quân sự. Được sự cố vấn nhiệt tình của đại thần Mikhail Speransky, Sa hoàng vững tin giao quyền chỉ huy quân đội lại cho các tướng lĩnh, tiêu biểu là tướng Michael Barclay de Tolly, Pyotr Bagration và Mikhail Kutuzov.

### Vấn đề Ba Tư
Xong việc nội bộ, Aleksandr I quay sang Ba Tư. Nước Ba Tư kể từ khi Shah Agha-Muhammad của triều Kadjar lên ngôi thì đang bắt đầu phát triển. Nước láng giềng là Đế quốc Nga không muốn thấy một nước Ba Tư trỗi dậy nên đã bất ngờ mở cuộc viễn chinh vào Ba Tư năm 1796. Cuộc viễn chinh bị thất bại do cái chết bất ngờ của Ekaterina II của Nga, nhưng Nga không chịu từ bỏ sự quan tâm của mình với Ba Tư. Sau sự kiện Nga sáp nhập vùng Georgia, Dagestan vào lãnh thổ Nga trong năm 1801, Nga thành lập hãn quốc Derbent thân Nga nhằm tạo ảnh hưởng của Nga vào vùng Caucasus có giá trị chiến lược. Cuối năm 1801, Aleksandr I cử tướng Nga (gốc Gruzia) là Pavel Tsitsianov làm chỉ huy quân sự của Nga tại vùng này (1802 - 1806). Giữa năm 1802 và 1804 ông ta bắt đầu áp đặt quy tắc của Nga vào vùng Tây Georgia và cử một số khan (hãn quốc) thân Nga quản lý các vùng đất xung quanh Gruzia. Nhưng trong quá trình quản lý, các khan thân Nga này bị khan của hãn quốc Ganja là Javad Khan (1786 - 1804) chống lại. Viên chỉ huy Tsitsianov nhiều lần tiếp xúc, yêu cầu vị khan này thần phục Nga, nhưng Javad Khan cự tuyệt. Thế là viên chỉ huy Tsitsianov mang quân Nga tấn công, giết được Javad Khan trong pháo đài cùng khoảng 7.000 cư dân bị quân Nga tàn sát trong thành. Về sau, lo sợ các khan Ba Tư có thể trỗi dậy chống lại chính quyền Nga, Aleksandr I tuyên bố xóa bỏ các khan thuộc Nga, con cháu của triều đại Ziyad Oglu Qajar mang tên Ziyadkhanov trong đế quốc Nga.
Vào ngày 23 tháng 5 năm 1804, Shah Iran là Fath Ali yêu cầu rút quân khỏi các khu vực mà Nga đã chiếm đóng từ Iran, bao gồm Georgia, Dagestan và các phần của Azerbaijan; nhưng Sa hoàng Nga đã từ chối yêu cầu này. Sau khi bị Nga từ chối, bị cú sốc lớn vì hãn quốc Ganja thân Shah bị tiêu diệt, Shah Ba Tư tuyên bố chiến tranh với Nga. Khi bắt đầu chiến tranh, Shah đề nghị Pháp và Anh giúp đỡ quân đội và vũ khí, nhưng không có kết quả. Quân đội Iran liên tiếp thất bại trên chiến trường. Hơn nữa, nội loạn ở Khorassan đã dần buộc Shah Iran phải ngưng chiến với Nga, ký hòa ước Gulistan (10/1813) kết thúc chiến tranh. Theo hòa ước này, Iran chấp nhận việc sáp nhập Georgia, Dagestan và bắc Azerbaijan; Nga được quyền đóng hạm đội tại vùng biển Caspi. Các thương nhân Nga và Iran được phép buôn bán lẫn nhau giữa hai quốc gia.  Nó cũng bắt đầu một sự thay đổi nhân khẩu học lớn ở Caucasus, khi nhiều gia đình Hồi giáo di cư sang Iran.

### Cuộc xâm lược Nga của nước Pháp (1812)
Mùa hè năm 1812, 675.000 quân Pháp của Hoàng đế Napoléon vượt sông Memel tấn công nước Nga. Quân xâm lược Pháp tiến nhanh sang phía Tây, giành chiến thắng trong một số cuộc xung đột nhỏ và một trận đánh lớn ở Smolensk. Trong khi đó, phía Nga có khoảng 200.000 binh lính đã nhanh chóng, khéo léo tránh đụng độ quân sự với quân xâm lược. Rút lui hơn 3 tháng mà quân đội Nga không có một chiến thắng quân sự nào, tầng lớp quý tộc liên gây áp lực buộc Sa hoàng Aleksandr I cách chức viên Tổng chỉ huy de Tolly và cử Mikhail Illarionovich Kutuzov làm đại tướng chỉ huy cuộc kháng chiến vệ quốc chống Pháp.
Lên nhận cây gậy chỉ huy từ tay Michael Barclay de Tolly, Kutuzov quyết định mở một trận đánh quan trọng tại Borodino, mặt trận này cách Moskva 120 km về phía tây. Trận đánh mở màn vào ngày 7/9 (26/8 theo lịch Nga cũ). Hai bên đã tung cả đạo quân vào trận, và nó được mô tả là một trận đánh khốc liệt và dữ dội nhất trong lịch sử loài người tính đến thời điểm đó, tổng số binh sĩ tham chiến trong trận này lên đến một phần tư triệu người. Kết quả, quân Pháp đã không giành được chiến thắng quyết định trước quân Nga. 80.000 lính Pháp và Nga đã bỏ mạng, chỉ riêng tại Brodino mỗi bên mất 2.500 quân. 49 tướng lĩnh Pháp thương vong, trong khi con số đó ở phía Nga là 23. Và mỗi tiếng đồng hồ, trên cánh đồng này có 2.500 người chết. Các binh sĩ Nga đã chiến đấu đến hơi thở cuối cùng. Vì thế, Napoleon đã vô cùng kinh ngạc khi chỉ thấy trên chiến trường đã tạm tan khói súng thây người chất lên nhau nhưng tuyệt nhiên không bắt được một tù binh người Nga nào. Bình luận sau trận đánh, Tiến sĩ Sử học Andrey Sakharov, Viện sĩ thông tấn Viện Hàn lâm khoa học Nga, nói: “Trận chiến Borodino có một số khía cạnh. Điều quan trọng nhất là ý nghĩa tinh thần dân tộc rất lớn đối với quân đội Nga, nhân dân Nga và lịch sử Nga nói chung. Có thể nói, trong trận đấu này không có bên chiến thắng. Pháp không giành được chiến thắng nhưng Nga cũng không thua". Một người từng tham dự Chiến tranh Vệ quốc lần thứ I, sau này là nhà triết học nổi tiếng Carl von Clausewitz đã viết: “Cách duy nhất để đánh bại Nga là lợi dụng những bất đồng nội bộ giữa người dân và giới cầm quyền. Nhưng nếu không có những bất đồng như vậy thì không có cách nào đánh bại nước Nga. Trận chiến Borodino đã chứng minh rõ, trong xã hội Nga không có bất đồng nào”.
Sau trận Borodino, quân Nga nhanh chóng rút quân đội vào sâu lục địa, để mặc quân xâm lược rượt đuổi theo trong men say chiến thắng. Trên đường tiến quân của Pháp (vào tận Moskwa), quân Nga cùng nhân dân phá sạch các làng mạc, đốt sạch lương thực làm quân xâm lược Pháp lâm vào tình trạng thiếu thốn lương thực nghiêm trọng. Các tướng Nga dùng các đạo quân của mình rút lui theo nhiều hướng khác nhau nhằm phân tán sức mạnh của đạo quân Pháp, Các đạo quân Nga khi rút lui đã đánh lừa quân đội Napoleon tiến sâu hơn vào những khu rừng, đầm lầy và những đồng cỏ mênh mông. Do thiếu lương thực, thuốc men... nên khoảng 5.000 binh sĩ của Napoleon chết mỗi ngày do bệnh tật, tự vẫn và trong số đó có cả lính đào ngũ. Thêm vào đó, đàn ngựa của Napoleon cũng chết với tốc độ 50 con/km với nguyên nhân chính là do ăn uống mất vệ sinh. Thời tiết quá lạnh ở sâu lục địa Nga làm hao mòn sức chiến đấu của quân Pháp, sức khỏe của lính Pháp suy kiệt dần. Do Nga liên tục rút lui nên Napoleon tiến vào Moscow vào ngày 14/ 9 năm đó nhưng chỉ còn 1/4 quân số. Đạo quân ít ỏi đó của Pháp sau khi tiến vào Moskwa đã xâm chiếm một số thành phố xung quanh, nhưng kết quả những thành phố bị chiếm đó đã bị quân Nga chiếm lại và san phẳng toàn bộ. Nhưng khi vào tới Moskva, Napoleon kinh ngạc nhận ra đường phố Moskva không một bóng người. Thống soái Mikhail Kutuzov trước đó đã hạ lệnh đốt thành phố và di tản dân chúng ra khỏi thủ đô. Tuyệt vọng, Napoleon cử phái viên sang tìm gặp Sa hoàng xin hòa hoãn, nhưng không gặp được nhà vua Nga.
Thiếu nơi đồn trú mùa đông và bị quân dân Nga thường xuyên phục kích, Napoléon buộc phải rút quân. Trên đường rút, quân Pháp bị quân dân Nga - tiêu biểu là các đạo quân Cossak thường xuyên phục kích dọc đường. Biết nơi đóng quân của quân Nga ở Kaluga, Napoleon quyết định mở cuộc tấn công vào đại bản doanh của quân Nga nhưng thất bại thảm bại, phải nhanh chóng rút lui. Thế thắng đang lên, quân Nga mở các cuộc tấn công chớp nhoáng vào đội quân xâm lược trận Vyazma và các địa điểm khác dọc đường rút lui của Pháp. Vào giữa tháng 10, nhiệt độ dưới 0 độ C giúp người Nga tận dụng lợi thế trong trận Krasnoi. Dù quân Napoleon trốn thoát với lực lượng còn nguyên vẹn, những người lính lạnh cóng và đói khát luôn lo sợ về cuộc tấn công tiếp theo của quân Nga.
Cuối cùng, Napoleon cũng đến được sông Berezina. Đội quân xâm lược Pháp vừa mới vượt sông (mới đóng lớp băng mỏng) đã bị quân Nga tràn lên tấn công quyết liệt. Lớp băng mới đã nứt toác gây nhiều khó khăn cho quân Pháp, nhưng một số lính công binh dũng cảm đã lội xuống dòng nước băng giá để xây cầu thô sơ cho binh lính vượt qua. Bị quân Nga tấn công mạnh mẽ, lính Pháp hoảng loạn tràn lên các cây cầu, rất nhiều người rơi xuống sông khiến hàng nghìn quân bị hạ thân nhiệt và tê cóng. Quân Napoleon cuối cùng cũng qua được sông nhưng bị tổn thất tới hàng chục nghìn người.
Sau thất bại ở Berezina, đạo quân xâm lược Pháp phải rút lui thảm bại. Các tài liệu ghi nhận, những người lính đã cướp phá vùng lân cận Vilnius trên đường tiến đến Nga và trên đường quay trở về châu Âu. Vì vậy, người dân địa phương ở đây không chứa chấp họ. Khi rút lui đến Vilnius ở Lithuania, số quân của Napoleon không còn quá lớn. Những người sống sót lúc này (khoảng 50.000 người) phải chống chọi với bệnh tật, chịu đói, chịu lạnh, bị ký sinh trùng cắn và số lương thực dự trữ chỉ đủ dùng trong 40 ngày.
Chiến dịch là một bước ngoặt trong Chiến tranh Napoleon. Danh tiếng của Napoleon bị rung chuyển nặng nề và quyền bá chủ của Pháp ở châu Âu đã suy yếu đáng kể. Những sự kiện này đã kích hoạt một sự thay đổi lớn trong chính trị châu Âu. Phổ và đế quốc Áo nhanh chóng phá vỡ liên minh áp đặt của họ với Pháp và chuyển sang Nga. Điều này đã kích hoạt Chiến tranh Liên minh thứ sáu.

### Chiến tranh Liên minh thứ sáu

Sa hoàng Nga cùng với các vị quân chủ của Phổ (Friedrich Wilhelm III) và Áo (Franz I) sau trận Leipzig, tháng 10 năm 1813.

Đỗ thắng lợi của Nga tại trận Berezina, liên minh thứ sáu được thành lập với Nga, Áo, Phổ, Ảnh, Thụy Điển, Tây Ban Nha và một số quốc gia khác. Mặc dù Napoleon đánh bại được Liên minh này trong Chiến dịch Đức (1813), nhưng Hoàng đế Pháp lại bị Liên minh này đánh tan ở trận Leipzig vào mùa thu năm 1813. Sau trận đánh, Hoàng đế Pháp buộc phải giải tán Liên bang Rhein, Công quốc Warszawa và Vương quốc Ý. Quân đội của Liên minh thứ sáu theo lệnh của Sa hoàng Aleksandr I nhanh chóng vượt sông Rhein, tiến vào nước Pháp.
Nhưng khi tiến đến vùng đông bắc Pháp, 7 vạn quân Liên minh này bị Napoléon đánh tan tác trong các trận đánh ở Brienne và La Rothière. Nhưng các cuộc tấn công của Hoàng đế Pháp không ngăn được quân Liên minh tiến ào ào vào thủ đô Paris, mặc dù các Hoàng đế Áo và Phổ lo lắng khi quân Napoleon luôn đại thắng quân Liên minh thứ sáu. Tập trung bên ngoài thủ đô Pháp, pháo binh của quân Liên minh nã đạn dồn dập vào trung tâm thành phố và nhanh chóng kiểm soát các tuyến đường phố tại thủ đô. Cùng lúc đó, đạo quân Phổ do viên tướng già lão luyện von Blücher chỉ huy đã kéo vào chiếm phía bắc thành phố và đã chiếm vị trí của Pháp quanh Aubervilliers. Quân của hoàng thân Frederick, công tước Württemberg chỉ huy đã kéo đến chiếm giữ các vị trí ở Saint-Maur về phía tây nam, với sự hỗ trợ của quân đội Áo. Các đạo quân Nga sau đó đã đánh chiếm đồi Montmartre và các điểm cao khác, buộc đối phương phải đầu hàng.

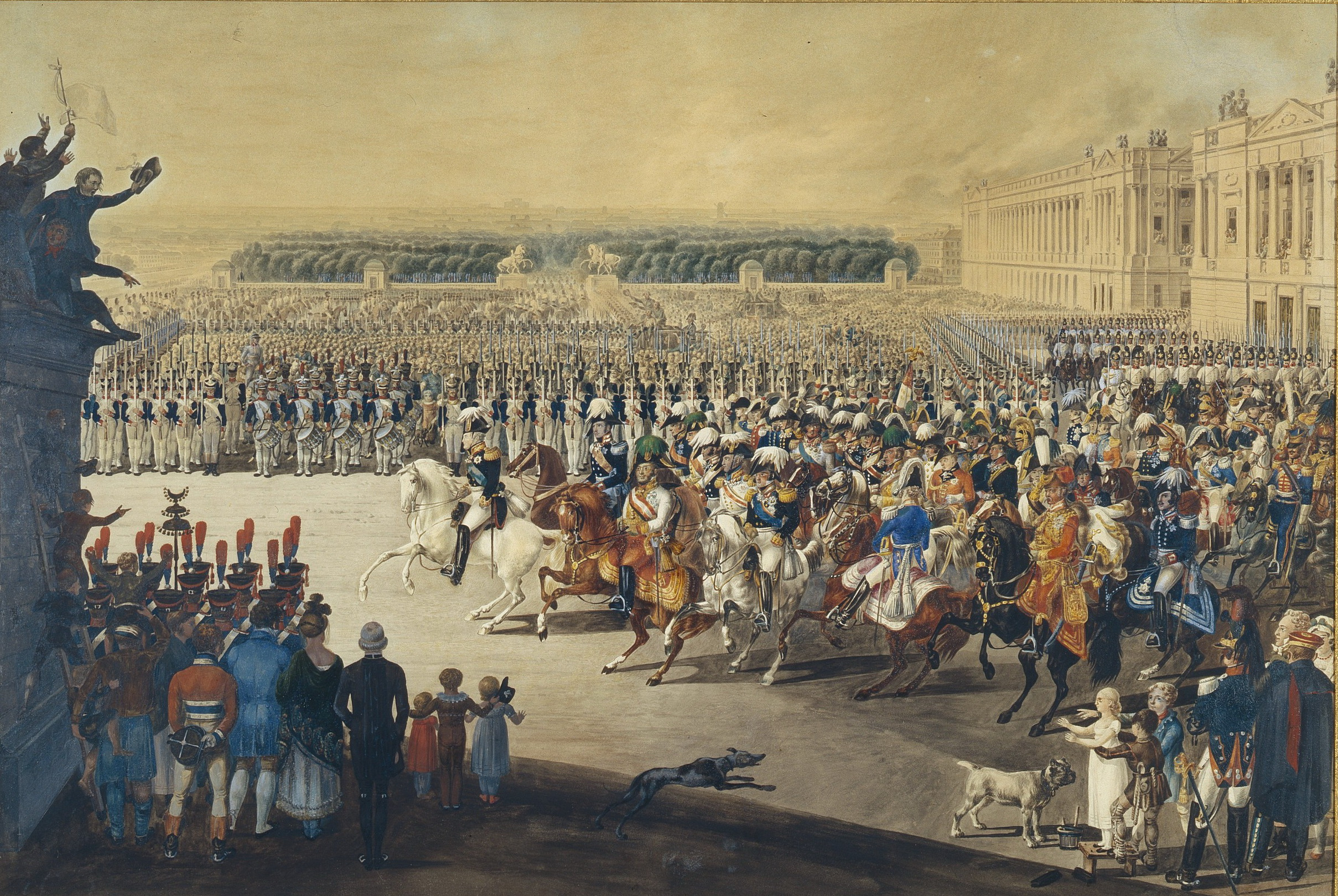
Aleksandr I cùng với các lãnh đạo quân Liên minh tiến vào Paris ngày 19 tháng 3 năm 1814. Họa phẩm của F.de Maleque.

Sa hoàng Nga Aleksandr I đã cử một phái đoàn sang gặp người Pháp để đẩy nhanh việc đầu hàng. Ông đã đưa ra các điều khoản hào phóng cho người Pháp và tuyên bố mình sẽ mang hòa bình tới Pháp hơn là hủy diệt nó. Biết tin này, Thủ tướng kiêm Ngoại trưởng Pháp là Talleyrand vội vàng mời Sa hoàng Nga, quốc vương Phổ và đại biểu của Áo đến tại tư đình của ông ta ở Paris mở một phiên họp, thảo luận về vấn đề tương lai của nước Pháp. Tại phiên họp này, Talleyrand đã ra sức chủ trương khôi phục lại vương triều Bourbons. Ông ta cố gắng làm cho Sa hoàng tin rằng, chỉ có việc vương triều Bourbons sống trở lại, thì mới có thể bảo đảm cho quyền lợi của các nước Đồng minh tại Âu châu. Ngày 31/3/1814, Talleyrand trao chìa khóa thành Paris cho Liên minh thứ sáu và ngay lúc đó, quân đội Liên minh gồm Nga, Phổ và Áo cùng tiến vào Paris. Ngày 2 tháng 4, Thượng viện thông qua Acte de déchéance de l'Empereur, tuyên bố Napoleon bị truất phế. Napoleon ở Fontainebleau nghe tin này liền phản đối, nhưng người cộng sự kêu gọi ông đầu hàng, Napoleon chấp nhận và bị đi đày.

## Sau chiến tranh Napoleon

### Hòa bình Paris và Quốc hội Vienna
Sa hoàng Nga ra sức trấn an tinh thần của mình bằng các hoạt động thần thánh, cụ thể là liên lạc với các giáo sĩ Phúc âm để củng cố niềm tin tôn giáo. Ông đã gặp và được linh mục - nữ bá tước de Krüdener chợ cầu nguyên để tâm hồn được bình an (mùa thu năm 1813). Từ thời này, một niềm tin bí ẩn vào một thế lực siêu nhiên được đẩy lên trong tâm hồn của Sa hoàng; về sau nó (tức niềm tin bí ẩn) được de Krüdener và người bạn là nhà truyền giáo Louis Empaytaz duy trì và họ đã trở thành những người trung thành với những tư tưởng bí mật của hoàng đế. Trong khi bắt đầu cuộc chiếm đóng Paris, Sa hoàng tổ chức cho các lãnh đạo của các vương quốc đồng minh lễ cầu nguyện, ra lời tiên tri dự báo những thay đổi của thế giới sau năm 1814.
Đó là tâm trạng của Aleksandr I khi sự sụp đổ của Napoléon đã để lại cho ông lãnh đạo một trong những quốc gia có quyền lực nhất ở châu Âu. Với ký ức Tilsit còn đọng lại trong tâm trí của Hoàng đế Nga, không phải tự nhiên rằng Sa hoàng đang hoài nghi về tình hình thế giới hiện tại như Ngoại trưởng Áo Metternich từng ví von rằng, Aleksandr I dung như đang ngụy trang cái suy nghĩ của mình về việc "hủy bỏ niềm tin Phúc âm". Trên thực tế, dường như quyền lực của các lãnh đạo hoàng gia đang có xu hướng thay đổi theo nhiều hướng khác nhau, không còn thống nhất và đây là điều khiến Hoàng đế Nga lo lắng. Mặc dù bà nữ bá tước de Krüdener không có tác động nhiều đến tư tưởng của nhà vua, nhưng Frédéric César de La Harpe (giáo viên dạy dỗ trước đây của ông) lại một lần nữa khuyên nhủ ông ta phải luôn cầu nguyện. Trong lời cầu nguyện, nhà vua Nga lên án Napoleon là "người thiên tài độc ác", tố cáo ông ta dưới cái tên "tự do" và "giác ngộ". Một mưu đồ lớn của các cường quốc thuộc khu vực miền Đông dưới ảnh hưởng của chủ nghĩa Jacobin (Pháp) đang lan rộng khắp châu Âu, cho rằng nước Nga sẽ hùng mạnh thay vì muốn một nước Pháp mạnh mẽ như trước đây. Tai Đại hội Vienna, Aleksandr I nhấn mạnh sự không tin tưởng với mưu đồ của các cường quốc phía Đông, thế nhưng Castlereagh, người có mục đích duy nhất là khôi phục lại "một sự cân bằng chính xác" ở châu Âu, đã chỉ trích Sa hoàng phải đối mặt với một "lương tâm" khiến ông phải cản trở sự sắp đặt của các cường quốc bằng cách giữ sự kiểm soát của ông đối với Ba Lan.
Chịu ảnh hưởng của tư tưởng "thần thánh" từ de Krüdener và thầy dạy La Harpe, quyền lực tuyệt đối của các vị vua, Sa hoàng Nga Aleksandr I đã cùng với vua Áo, Phổ tuyên bố kết đồng minh để tuyệt đối hóa niềm tin đạo Công giáo, hình thành "Liên minh thần thánh" vào ngày 26 tháng 9 năm 1815. Trong Liên minh này, Ngoại trưởng Áo cố gắng làm cho nó trở thành pháo đài chống lại nền dân chủ, cách mạng và chủ nghĩa thế tục.

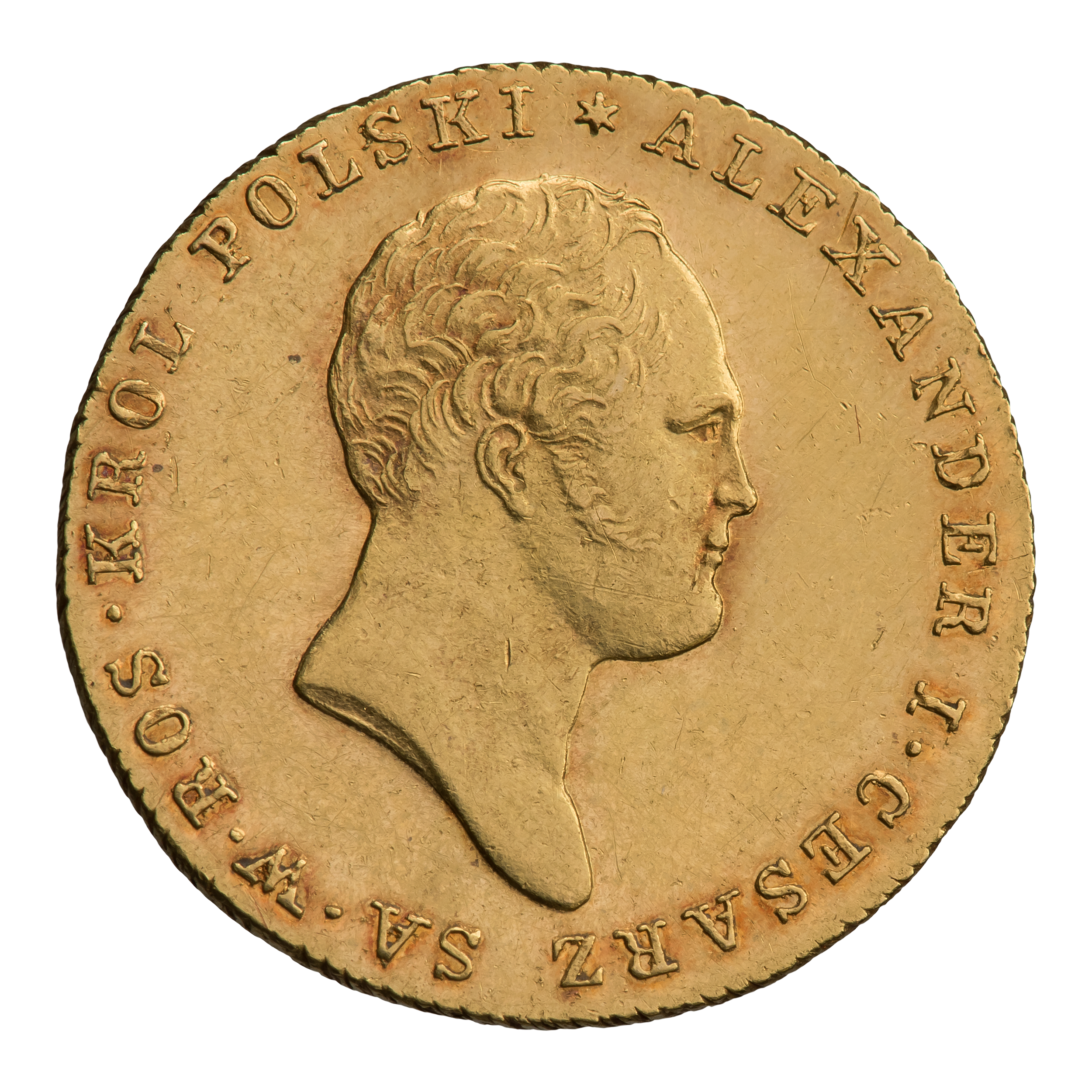
Chân dung Aleksandr I trên một đồng 50 złoty Ba Lan đúc khoảng năm 1819.

### Quan điểm chính trị tự do
Chịu ảnh hưởng bởi luồng tư tưởng tự do từ thời bà nôi là Nữ hoàng Ekaterina II của Nga, Sa hoàng Aleksandr I chấp thuận một thế giới tự do để giữ gìn cân bằng quyền lực giữa các cường quốc sau Hội nghị Vienna, nhất là việc công bố Ba Lan là quốc gia tự do đặt dưới sự ảnh hưởng của Nga. Nhưng đến năm 1818, một âm mưu của các sĩ quan đảo chính nhằm bắt cóc Hoàng đế Nga khi ông đi tham dự Đại hội Aix-la-Chapelle đã khiến Sa hoàng phải thay đổi quan điểm của mình. Trong cuộc gặp với Ngoại trưởng Anh và Áo, Aleksandr I chấp nhận phản đối của Castlereagh chống lại chính sách của Metternich về "các chính phủ ký kết một liên minh chống lại các dân tộc". Sa hoàng Nga mặc dù vẫn tuyên bố niềm tin của ông trong "các thể chế tự do", nhưng tự do là phải có giới hạn trong khuôn khổ trật tự xác định.
Để đối phó với các cuộc cách mạng ở Đức, Ý do Liên minh thần thánh của các cường quốc hoạt động chưa mạnh mẽ, lãnh đạo của các cường quốc đã họp Hội nghị Troppau vào tháng 10/1820. Trong hội nghị, Aleksandr I vẫn giữ nguyên lý tưởng về một liên minh tự do của các quốc gia Châu Âu, tượng trưng bởi Liên minh Thần thánh, chống chính sách độc tài của cường quyền và chống lại cách mạng dưới ảnh hưởng của cách mạng Pháp đang lan truyền mạnh. Vào ngày 19 tháng 11, ông đã phê chuẩn Nghị định thư Troppau với những người đại diện các cường quốc: Thủ tướng Metternich của Áo, Thái tử Phổ Friedrich Wilhelm, Ngoại trưởng Nga Antonios Kapodistrias, Thủ tướng Phổ Hardenberg, đại sứ Anh tại Áo Lord Stewart.

### Xã hội nước Nga sau năm 1815

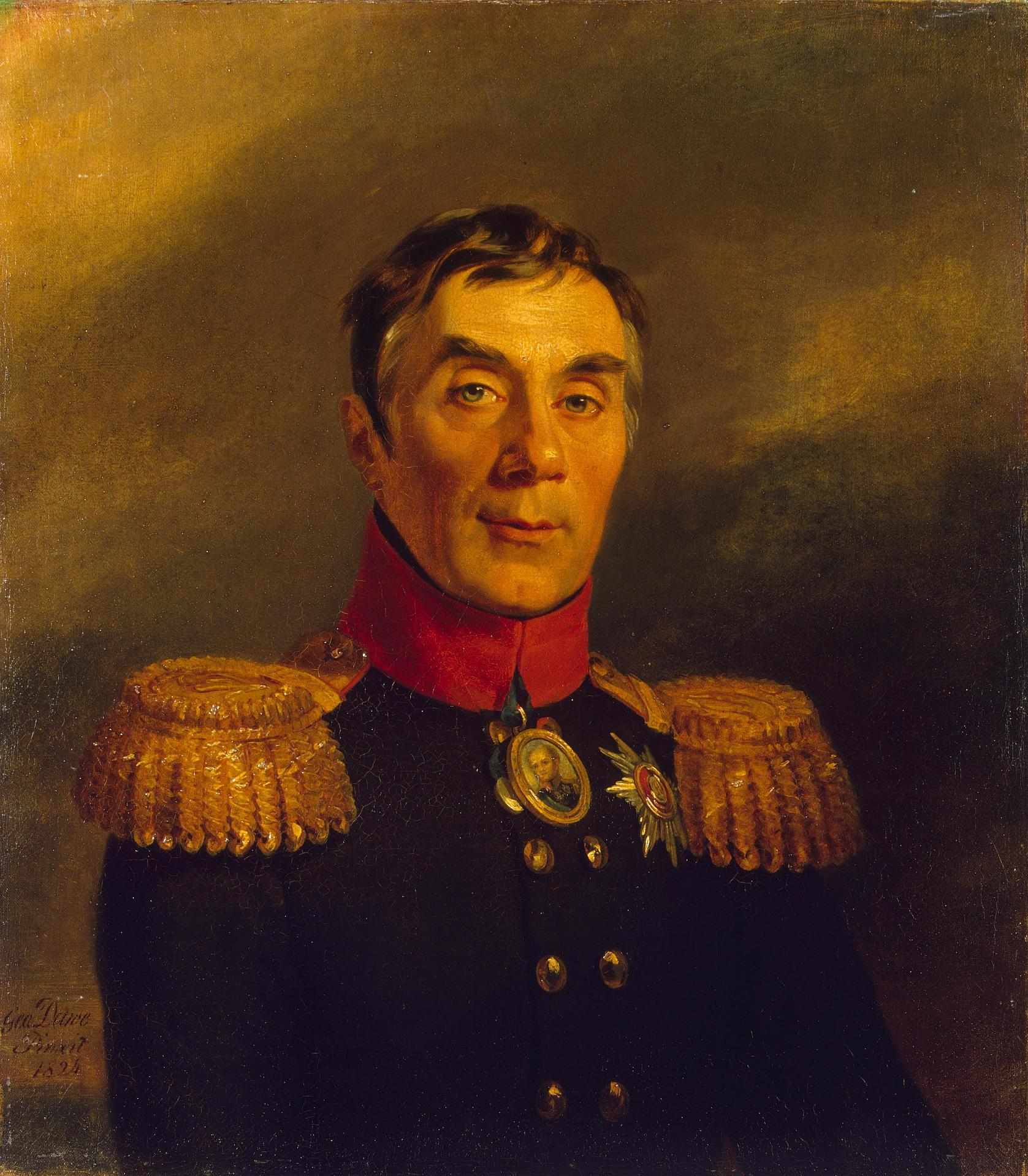
Chân dung Aleksey Andreyevich Arakcheyev.

Sau khi giành thắng lợi trước Napoleon, Sa hoàng Nga càng tin vào những điều thần bí - thần thánh, tuyệt đối hóa quyền lực của nhà vua. Tin vào những điều thần thánh đó, Sa hoàng tuyên bố xóa bỏ những ý đồ chống lại quyền lực tuyệt đối của ông - tuyên bố này nhắm đến các cuộc cách mạng đang lan truyền sang toàn châu Âu do ảnh hưởng sâu rộng của cách mạng tư sản Pháp. Aleksandr I tin dùng viên sủng thần Aleksey Arakcheyev (1769 - 1834) - một viên sĩ quan pháo binh vô danh, nhờ tài nịnh hót nhà vua mà lên chức đại thần, để giúp nhà Vua củng cố chế độ chuyên chế và đàn áp mọi tư tưởng tự do của nhân dân Nga.
Từ năm 1822 trở đi, Aleksey Arakcheyev là sủng thần của Nga hoàng có toàn quyền thay mặt vua soạn thảo, công bố chỉ dụ và giải quyết tất cả các vấn đề quốc gia đại sự. Suốt thời kì 1815 – 1825, Aleksey Arakcheyev đã thao túng, chế áp cả nước Nga và biến nước Nga thành một nhà tù khổng lồ. Nhân dân Nga, những người đã không tiếc máu xương giúp chính quyền Nga đánh tan đạo quân xâm lược khổng lồ của Napoleon, giờ đây họ lại không được gì, bị áp bức và đày đọa trong các trại tập trung quân sự của Aleksey Arakcheyev. Bị bóp nghẹt hoàn toàn mọi tư tưởng tư do dân chủ (đã nhen nhóm dưới thời Speranskiy), nhân dân và những người có tư tưởng cách mạng tập trung vào các "hội kín" để đề ra những chủ trương, biện pháp đấu tranh nhằm lật đổ nền quân chủ chuyên chế và thủ tiêu chế độ chiếm hữu nông nô. Họ đề xướng những dự án cải cách quốc gia, tuyên truyền cách mạng, cổ vũ tinh thần yêu nước, dân chủ, nâng cao dân trí, mở mang văn hoá, giáo dục và tiến hành chuẩn bị khởi nghĩa vũ trang.

## Qua đời

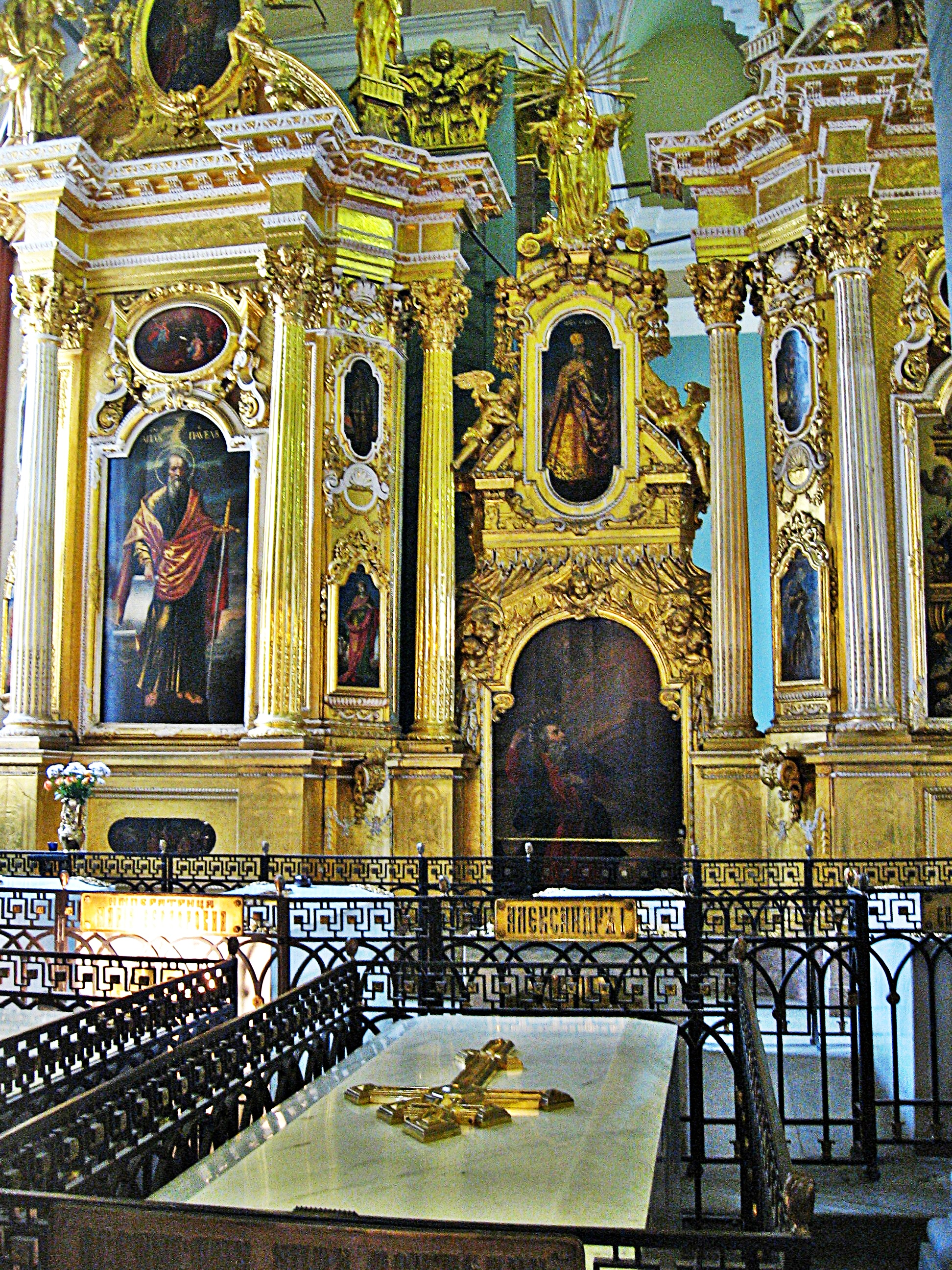
Mộ phần Aleksandr I tại Pháo đài Thánh Phêrô và Phaolô.

Do Aleksandr I không có con nối dõi, mặc nhiên quyền thừa kế ngôi báu được chuyển qua người em trai thứ là Đại vương công Konstantin Pavlovich nhưng bà Joanna Grudzinska - vợ của Konstantin Pavlovich lại không thuộc dòng dõi Hoàng tộc, bởi vậy Đại vương công đành khước từ quyền kế vị khi Sa hoàng Aleksandr I còn sống. Như vậy, người em áp út là Hoàng tử Nicholas sẽ được chọn thừa hưởng ngôi báu với tước hiệu là Nicholas I.
Theo kế hoạch bí mật được Sa hoàng vạch ra, mùa hè năm 1825 Sa hoàng quyết định thoái vị và cùng vợ là Nữ hoàng Elizabeth Alexeievna, người đang mắc bệnh hiểm nghèo nên chuyển đến nơi khác, tránh xa cuộc sống đô thị ồn ào ở Saint Petecbua, điểm đến là TP. Taganrog trên sông Azov, nơi có khí hậu miền Nam ôn hoà, rất tốt cho sức khỏe. Đề nghị này của ông tức thì được vợ nhiệt tình đáp lại. Đầu tháng 9 cùng năm, Aleksandr I đã tự mình đến Tanganrog để thị sát và mọi thứ được nhà vua thực hiện rất bí mật, chỉ có vài người thân cận được đi cùng. Sau vài tuần chuyển đến ở Tanganrog, sức khỏe của Nữ hoàng Elizabeth đã được cải thiện rất nhiều.
Sự việc đang diễn ra “xuôi chèo mát mái” thì Hoàng đế Aleksandr I lại mắc bệnh cảm nặng, sức khỏe suy sụp một cách bất ngờ nên các bác sĩ cũng chịu bó tay. Kết cục, vị hoàng đế thứ 14 của Nga đã băng hà vào ngày 1 tháng 12 năm 1825 (ngày 19/11 theo lịch cũ), hưởng thọ 48 tuổi. Sau khi ông chết, người em áp út lên kế vị, hiệu Nikolai I của Nga. Tân hoàng đế nhanh chóng đàn áp ngay cuộc nổi dậy tháng 12 để giữ ngai vàng.

## Nghi vấn sống ẩn cư[48]
Mười năm sau cái chết, tin đồn Aleksandr I vẫn còn sống lại rộ lên từ việc có một tu sĩ già tự xưng là Feodor Kuzmich, gương mặt rất giống Aleksandr I, xuất hiện ở vùng Tomsk thuộc Siberia.
Ông này có thói quen khi trò chuyện thường cho ngón tay cái vào giữa dây thắt lưng hệt như Sa hoàng Aleksandr I. Ngoài ra, cô gái mồ côi mà Feodor Kuzmich nuôi lại rất giống con của Aleksandr I với tình nhân. Khi người xung quanh muốn mai mối cho cô, người cha nuôi dứt khoát từ chối, nói với cô rằng với thân phận cao quý, sau này phải cưới một người trong hoàng tộc hoặc ít ra là một sĩ quan cao cấp trong quân đội. Và sau này cô gái thường được cha nuôi dẫn đến gặp các gia đình quý tộc. Tuy Feodor Kuzmich luôn tế nhị thoái thác mọi chuyện đề cập tới quá khứ của bản thân, nhưng qua các cử chỉ cùng điệu bộ của đều toát lên phong thái cao quý, rất am tường lối sống thượng lưu chốn kinh kỳ, thậm chí còn rành rẽ về đời tư cùng thói quen của một vài nhân vật quyền thế trong triều đình. Mặt khác, Feodor Kuzmich rất tinh thông pháp luật và biết nhiều ngoại ngữ, tri thức của ông chứng tỏ ông là một cá nhân thừa hưởng nền giáo dục hoàn hảo, một đặc điểm nổi bật của giới tầng lớp đại quý tộc thời ấy.
Tin đồn lan khắp vùng Siberia buộc cảnh sát phải vào cuộc, tiến hành bắt giữ và thẩm vấn vị ẩn sĩ đáng ngờ này nhưng sau đó họ phải thả ra vì không có căn cứ. Sau một thời gian dài, Feodor Kuzmich chu du nhiều nơi rồi qua đời vào năm 1864. Lúc hấp hối, Feodor Kuzmich để lại một vài cuốn vở viết theo dạng "mã hóa", cùng lời trăn trối rằng "chúng sẽ giúp khám phá cuộc đời tôi". Nhưng không một ai có thể đọc nổi những cuốn vở ấy, bởi chẳng thể biết được cách giải mã chúng. Tuy nhiên, khi tiến hành so sánh chữ viết, người ta vô cùng kinh ngạc khi nhận thấy nét chữ của Sa hoàng Aleksandr I hoàn toàn trùng khớp với chữ viết của Feodor Kuzmich.
Ẩn sĩ Feodor Kuzmich thậm chí còn được Giáo hội Chính thống giáo Nga phong là một vị thánh. Trên bia mộ ông tạc dòng chữ: "Nơi đây yên nghỉ Sự lựa chọn của Thượng đế Feodor Kuzmich" - "Sự lựa chọn của Thượng đế" chính là danh hiệu của Aleksandr I khi chiến thắng Hoàng đế Pháp Napoleon Bonaparte.